# Biseridens
Biseridens is een geslacht van uitgestorven synapsiden behorend tot de Anomodontia, een groep van herbivoren uit de Therapsida. De soort leefde tijdens het Midden-Perm en Biseridens is daarmee de oudst bekende vertegenwoordiger van de Anomodontia.

## Fossiele vondst
Fossielen van Biseridens dateren van 270 miljoen jaar geleden en bestaan uit schedels, kaken en wervels. In 1997 werd Biseridens beschreven aan de hand van een gedeeltelijke schedel en ingedeeld bij de Eotitanosuchidae. De typesoort is Biseridens qiliancus. De geslachtsnaam betekent "twee rijen tand". De soortaanduiding verwijst naar de herkomst uit de Qilian Shan. Het holotype is IGCAGS V 362, het paratype IVPP V 12009.
In 2009 gaf een nieuwe, goed bewaard gebleven schedel, specimen IVVP V 160013, meer inzicht in de classificatie van Biseridens en bleek het een van de basaalste vormen uit de Anomodontia. De fossielen van Biseridens zijn gevonden in de Xidagou-formatie in het Chinese Gansu. In deze formatie zijn ook fossielen gevonden van Raranimus, de basaalst bekende zekere therapside, en vroege anteosauriërs.

## Kenmerken
Biseridens had een vrij compleet gebit met gebogen kegelvormige hoektanden, maxillaire tanden met uitstulpingen aan de achterzijde voor een zekere kauwfunctie en veel tanden in het verhemelte. De schedel was 17 centimeter lang met een korte snuit en grote, ronde oogkassen.